# Джордж, Пол
Пол Клифтон Энтони Джордж (англ. Paul Clifton Anthony George; род. 2 мая 1990 года в Палмдейле, штат Калифорния) — американский профессиональный баскетболист, выступающий за команду Национальной баскетбольной ассоциации «Филадельфия Севенти Сиксерс». Играет на позиции лёгкого форварда. Был выбран на драфте НБА 2010 года в первом раунде под общим 10-м номером.

## Студенческая карьера
Пол Джордж учился в высшей школе Пита Найта в городе Палмдейл. Затем он продолжил обучение в университете штата Калифорния во Фресно.
В сезоне 2008/2009 или сезоне новичков он сыграл 34 матча. В них Пол Джордж проводил в среднем на площадке 34,6 минуты, набирал в среднем 14,3 очков, делал в среднем 6,2 подборов, а также в среднем 1,7 перехвата и 1,0 блок-шот, допускал в среднем 2,3 потери, отдавал в среднем 1,9 передачи, получал в среднем 2,7 персональных замечания.
В сезоне 2009/2010 или сезоне второкурсников он сыграл 29 матчей. В них Пол Джордж проводил в среднем на площадке 33,2 минуты, набирал в среднем 16,8 очков, делал в среднем 7,2 подборов, а также в среднем 2,2 перехвата и 0,8 блок-шота, допускал в среднем 3,2 потери, отдавал в среднем 3,0 передачи, получал в среднем 2,9 персональных замечания.

## Карьера в НБА

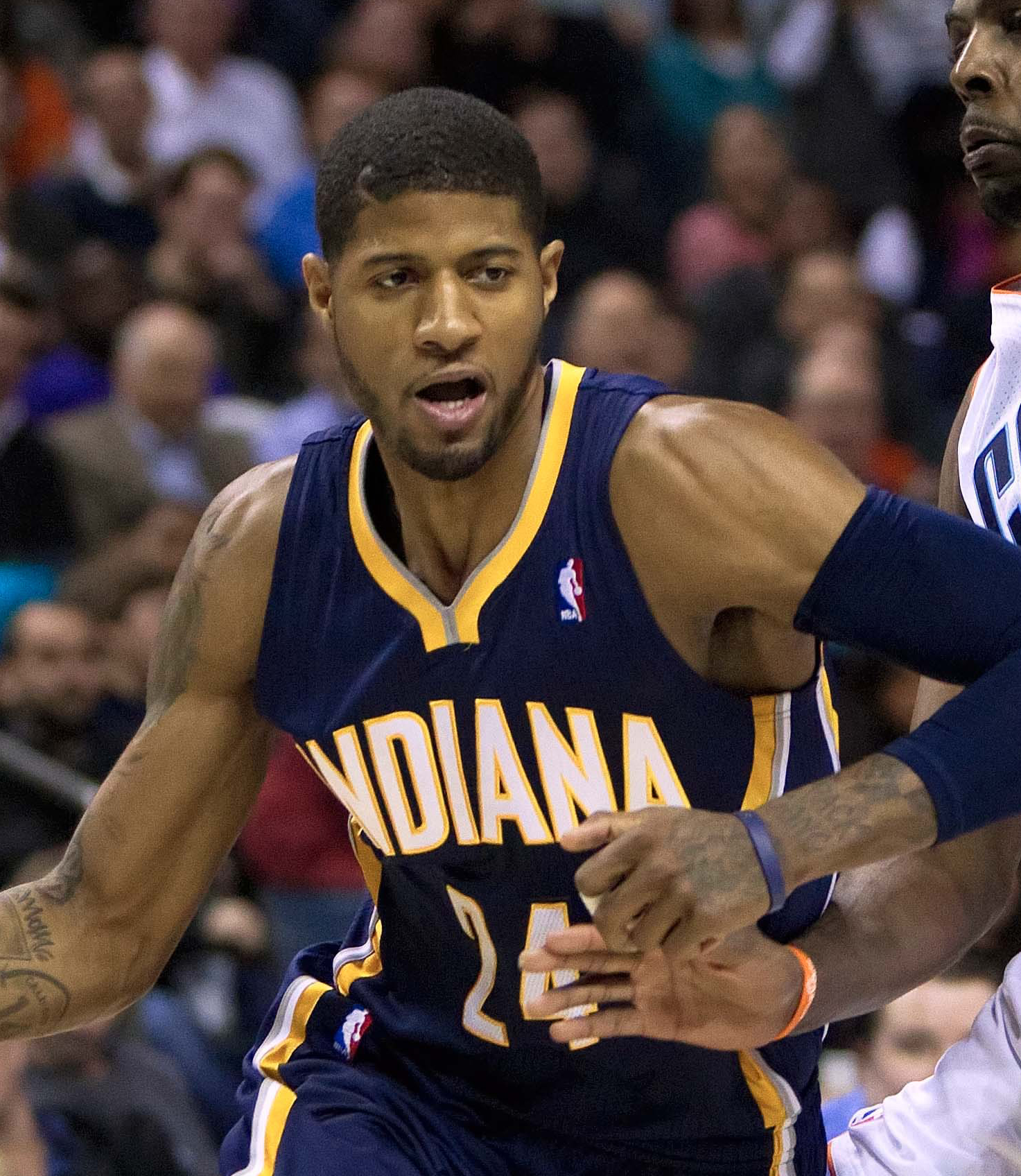
2014 год

Пол Джордж был выбран под десятым номером на драфте НБА 2010 года Индиана Пэйсерс. 1 июля 2010 года он подписал двухлетний гарантированный контракт с клубом. 27 октября 2010 года Пол дебютировал за «Пэйсерс» в игре против «Сан-Антонио Спёрс», сыграв 23 минуты и набрав 4 очка.
23 апреля 2013 года, Джордж был удостоен титулом Самый прогрессирующий игрок НБА в сезоне 2012/13. Он достиг максимальных статистических показателей в карьере: 17,4 очка, 7,6 подбора и 4,1 передачи, и был единственным игроком в лиге, сделавшим по крайней мере 140 перехватов и 50 блок-шотов.
1 августа 2014 года во время тренировочного матча сборной США перед чемпионатом мира в Испании сломал правую ногу. Вернулся на площадку в НБА 5 апреля 2015 года, сыграв в сезоне 2014/15 только 6 матчей, проводя на площадке в среднем по 15 минут. В сезоне 2015/16 сыграл 81 матч, набирая в среднем по 23,1 очка. 5 декабря 2015 года набрал рекордные в карьере 48 очков в матче против «Юты Джаз» (119-122 ОТ).
1 июля 2017 года был согласован его обмен в «Оклахома-Сити Тандер» на Виктора Оладипо и Домантаса Сабониса. В сезоне 2017/18 набирал по 21,9 очка за матч. Сезон 2018/19 стал для Джорджа лучшим в плане индивидуальной статистики. Он сыграл 77 матчей, проводя на площадке по 36,9 минут, набирая 28,0 очка (никогда ранее не набирал более 23,7 очка в среднем за матч), делая 8,2 подбора и 2,2 перехвата (лучший показатель в НБА). Тем не менее в плей-офф «Тандер» уступили «Портленду» в первом же раунде со счётом 1-4.
10 июля 2019 года был обменян в «Лос-Анджелес Клипперс» на Шея Гилджеса-Александера, Данило Галлинари, пять выборов в первых раундах драфта и право на обмен двумя выборами в первом раунде драфта. Дебютировал в «Клипперс» 14 ноября 2019 года, набрав 33 очка в игре против «Пеликанс» (127-132).
10 декабря 2020 года продлил контракт с «Клипперс» на 4 года на сумму 190 млн долларов. В сезоне 2020/21 помог «Клипперс» дойти до финала конференции, где команда уступила «Финикс Санз» 2-4. В пятом матче серии набрал рекордное 41 очко за матч плей-офф и помог «Клипперс» победить 116-102.

## Международная карьера
После сезона 2013/2014 Джордж попал в предварительный состав сборной США на чемпионат мира 2014 и был приглашён на летний сбор в Лас-Вегасе. 1 августа во время двухстороннего матча сборной США в Лас-Вегасе Джордж получил открытый перелом большеберцовой и малоберцовой костей ноги. Период восстановления составил около 9 месяцев, игроку пришлось почти полностью пропустить сезон 2014/15.

## Награды и достижения
- 8-кратный участник матчей всех звёзд НБА: 2013, 2014, 2016, 2018, 2019, 2021, 2023, 2024
- 5 раз включён в сборную всех звёзд НБА:
  - Первая сборная: 2019
  - Третья сборная: 2013, 2014, 2016, 2018
- 4 раза включён в сборную всех звёзд защиты НБА:
  - Первая сборная: 2014, 2019
  - Вторая сборная: 2013, 2016
- Самый прогрессирующий игрок НБА: 2013
- Включён во вторую сборную новичков НБА: 2011

## Статистика

### Статистика в НБА
| Сезон                                                                                    | Команда       | Регулярный сезон | Регулярный сезон | Регулярный сезон | Регулярный сезон | Регулярный сезон | Регулярный сезон | Регулярный сезон | Регулярный сезон | Регулярный сезон | Регулярный сезон | Регулярный сезон | Серия плей-офф | Серия плей-офф | Серия плей-офф | Серия плей-офф | Серия плей-офф | Серия плей-офф | Серия плей-офф | Серия плей-офф | Серия плей-офф | Серия плей-офф | Серия плей-офф |
| Сезон                                                                                    | Команда       | GP               | GS               | MPG              | FG%              | 3P%              | FT%              | RPG              | APG              | SPG              | BPG              | PPG              | GP             | GS             | MPG            | FG%            | 3P%            | FT%            | RPG            | APG            | SPG            | BPG            | PPG            |
| ---------------------------------------------------------------------------------------- | ------------- | ---------------- | ---------------- | ---------------- | ---------------- | ---------------- | ---------------- | ---------------- | ---------------- | ---------------- | ---------------- | ---------------- | -------------- | -------------- | -------------- | -------------- | -------------- | -------------- | -------------- | -------------- | -------------- | -------------- | -------------- |
| 2010/11                                                                                  | Индиана       | 61               | 19               | 20,7             | 45,3             | 29,7             | 76,2             | 3,7              | 1,1              | 1,0              | 0,4              | 7,8              | 5              | 5              | 26,6           | 30,3           | 23,1           | 87,5           | 5,0            | 1,0            | 1,4            | 2,0            | 6,0            |
| 2011/12                                                                                  | Индиана       | 66               | 66               | 29,7             | 44,0             | 38,5             | 80,2             | 5,6              | 2,4              | 1,6              | 0,6              | 12,1             | 11             | 11             | 33,7           | 38,9           | 26,8           | 78,6           | 6,6            | 2,4            | 1,6            | 0,4            | 9,7            |
| 2012/13                                                                                  | Индиана       | 79               | 79               | 37,6             | 41,9             | 36,2             | 80,7             | 7,6              | 4,1              | 1,8              | 0,6              | 17,4             | 19             | 19             | 41,1           | 43,0           | 32,7           | 72,7           | 7,4            | 5,1            | 1,3            | 0,5            | 19,2           |
| 2013/14                                                                                  | Индиана       | 80               | 80               | 36,2             | 42,4             | 36,4             | 86,4             | 6,8              | 3,5              | 1,9              | 0,3              | 21,7             | 19             | 19             | 41,1           | 43,8           | 40,3           | 78,9           | 7,6            | 3,8            | 2,2            | 0,4            | 22,6           |
| 2014/15                                                                                  | Индиана       | 6                | 0                | 15,2             | 36,7             | 40,9             | 72,7             | 3,7              | 1,0              | 0,8              | 0,2              | 8,8              | Не участвовал  | Не участвовал  | Не участвовал  | Не участвовал  | Не участвовал  | Не участвовал  | Не участвовал  | Не участвовал  | Не участвовал  | Не участвовал  | Не участвовал  |
| 2015/16                                                                                  | Индиана       | 81               | 81               | 34,8             | 41,8             | 37,1             | 86,0             | 7,0              | 4,1              | 1,9              | 0,4              | 23,1             | 7              | 7              | 39,3           | 45,5           | 41,9           | 95,3           | 7,6            | 4,3            | 2,0            | 0,7            | 27,3           |
| 2016/17                                                                                  | Индиана       | 75               | 75               | 35,9             | 46,1             | 39,3             | 89,8             | 6,6              | 3,3              | 1,6              | 0,4              | 23,7             | 4              | 4              | 43,0           | 38,6           | 42,9           | 86,7           | 8,8            | 7,3            | 1,8            | 0,5            | 28,0           |
| 2017/18                                                                                  | Оклахома-Сити | 79               | 79               | 36,6             | 43,0             | 40,1             | 82,2             | 5,7              | 3,3              | 2,0              | 0,5              | 21,9             | 6              | 6              | 41,8           | 40,8           | 36,5           | 86,1           | 6,0            | 2,7            | 1,3            | 0,7            | 24,7           |
| 2018/19                                                                                  | Оклахома-Сити | 77               | 77               | 36,9             | 43,8             | 38,6             | 83,9             | 8,2              | 4,1              | 2,2              | 0,4              | 28,0             | 5              | 5              | 40,8           | 43,6           | 31,9           | 81,6           | 8,6            | 3,6            | 1,4            | 0,2            | 28,6           |
| 2019/20                                                                                  | Клипперс      | 48               | 48               | 29,6             | 43,9             | 41,2             | 87,6             | 5,7              | 3,9              | 1,4              | 0,4              | 21,5             | 13             | 13             | 36,8           | 39,8           | 33,3           | 90,9           | 6,1            | 3,8            | 1,5            | 0,5            | 20,2           |
| 2020/21                                                                                  | Клипперс      | 54               | 54               | 33,7             | 46,7             | 41,1             | 86,8             | 6,6              | 5,2              | 1,1              | 0,4              | 23,3             | 19             | 19             | 40,8           | 44,1           | 33,6           | 84,4           | 9,6            | 5,4            | 1,0            | 0,5            | 26,9           |
| 2021/22                                                                                  | Клипперс      | 31               | 31               | 34,7             | 42,1             | 35,4             | 85,8             | 6,9              | 5,7              | 2,2              | 0,4              | 24,3             | Не участвовал  | Не участвовал  | Не участвовал  | Не участвовал  | Не участвовал  | Не участвовал  | Не участвовал  | Не участвовал  | Не участвовал  | Не участвовал  | Не участвовал  |
| 2022/23                                                                                  | Клипперс      | 56               | 56               | 34,6             | 45,7             | 37,1             | 87,1             | 6,1              | 5,1              | 1,5              | 0,4              | 23,8             | Не участвовал  | Не участвовал  | Не участвовал  | Не участвовал  | Не участвовал  | Не участвовал  | Не участвовал  | Не участвовал  | Не участвовал  | Не участвовал  | Не участвовал  |
| 2023/24                                                                                  | Клипперс      | 74               | 74               | 33,8             | 47,1             | 41,3             | 90,7             | 5,2              | 3,5              | 1,5              | 0,5              | 22,6             | 6              | 6              | 37,0           | 41,1           | 36,7           | 84,0           | 6,8            | 4,8            | 1,2            | 0,5            | 19,5           |
| 2024/25                                                                                  | Филадельфия   | 41               | 41               | 32,5             | 43,0             | 35,8             | 81,4             | 5,3              | 4,3              | 1,8              | 0,5              | 16,2             | Не участвовал  | Не участвовал  | Не участвовал  | Не участвовал  | Не участвовал  | Не участвовал  | Не участвовал  | Не участвовал  | Не участвовал  | Не участвовал  | Не участвовал  |
|                                                                                          | Всего         | 908              | 860              | 33,6             | 44,0             | 38,3             | 85,3             | 6,3              | 3,7              | 1,7              | 0,4              | 20,6             | 114            | 114            | 39,0           | 42,3           | 35,2           | 82,6           | 7,5            | 4,1            | 1,5            | 0,5            | 21,2           |
| Наведите курсор мыши на аббревиатуры в заголовке таблицы, чтобы прочесть их расшифровку. |               |                  |                  |                  |                  |                  |                  |                  |                  |                  |                  |                  |                |                |                |                |                |                |                |                |                |                |                |

### Статистика в NCAA
| Сезон | Команда      | Conf  | Class | GP | GS | MPG  | FG%  | 3P%  | FT%  | RPG | APG | SPG | BPG | PPG  |
| --- | ------------ | ----- | ----- | -- | -- | ---- | ---- | ---- | ---- | --- | --- | --- | --- | ---- |
| 2008/09 | Фресно Стэйт | WAC   | FR    | 34 | 34 | 34,6 | 47,0 | 44,7 | 69,7 | 6,2 | 1,9 | 1,7 | 1,0 | 14,3 |
| 2009/10 | Фресно Стэйт | WAC   | SO    | 29 | 29 | 33,2 | 42,4 | 35,3 | 90,9 | 7,2 | 3,0 | 2,2 | 0,8 | 16,8 |
| Всего | Всего        | Всего | Всего | 63 | 63 | 33,9 | 44,7 | 39,6 | 80,3 | 6,7 | 2,4 | 2,0 | 0,9 | 15,5 |
| Наведите курсор мыши на аббревиатуры в заголовке таблицы, чтобы прочесть их расшифровку Статистика приведена с сайта sports-reference.com |              |       |       |    |    |      |      |      |      |     |     |     |     |      |